# Wharton, New Jersey
Wharton (Borough of Wharton) är en kommun av typen borough i Morris County i den amerikanska delstaten New Jersey med en yta av 5,7 km² och en folkmängd som uppgår till 6 127 invånare (2007). Orten grundades den 26 juni 1895 som Port Orem och namnet ändrades till Wharton år 1902.